# ساموئل واکر
ساموئل واکر (زاده ۱۹ فوریهٔ ۱۹۹۵) والیبالیست استرالیایی است. او عضوی از تیم ملی والیبال استرالیا است. در سطح باشگاه برای باشگاه کوریگلیانو والی بازی می‌کند.

## تیم استرالیا
- مسابقات قهرمانی والیبال مردان آسیا ۲۰۱۹